# Екатерина Михайлова (певица)
Екатерина Михайлова, по-позната като Катя от дует „Ритон“, е българска певица.

## Биография
Родена е на 18 март 1958 г. Завършва Естрадния отдел на Музикалната академия през 1977 г. Оттам се оформят като дует и като двойка със Здравко Желязков.
„Ритон“ е български дует за поп музика, създаден през 1975 г., когато Катя и Здравко следват заедно в Българската държавна консерватория. В периода 1977 – 1979 г. двамата пеят под името „Студио 2“. През 1978 г. сключват граждански брак.
През 1980 г. излиза първата малка плоча с техни песни. Първият им хит е „Трябва да чакаш“. През годините имат издадени 12 албума, като почти всички техни песни стават хитове и печелят БГ класациите. През 1991 г. най-големите им шлагери излизат на компактдиск.
Участва във VIP Brother 7 през септември 2015 г.